# Societatea Română de Televiziune
Societatea Română de Televiziune (SRTv), sau mai simplu Televiziunea Română (TVR), este instituția publică de televiziune din România care își difuzează programele pe nouă canale centrale: TVR 1, TVR 2, TVR 3, TVR Cultural, TVR Info, TVR Folclor, TVR Sport, TVR Internațional și TVR Moldova. 
Pe lângă acestea, mai funcționează și cele cinci studiouri regionale TVR Cluj, TVR Craiova, TVR Iași, TVR Târgu Mureș și TVR Timișoara, care, împreună, realizează și o bună parte din programul canalului TVR 3.
Din 3 noiembrie 2019, canalele TVR 1 și TVR 2 ale Televiziunii Române emit integral în format High Definition (HD), iar TVR HD și-a încheiat emisia după 11 ani. Știrile sunt emise acum din vechiul studio 2, modernizat.
Prin platformele de cablu analogic, cablu digital, IPTV sau DTH sunt transmise toate canalele televiziunii publice. Programul regional al TVR din Chișinău este retransmis digital terestru pe multiplexul 1 DVB-T2 H264 din Republica Moldova.
TVR mai oferă, de asemenea, și servicii de webcast, Internet, teletext precum și transmisii „în clar”, prin satelit (DVB-S2). 
Din octombrie 2021 SRTv este condusă de Dan Turturică.

## Istoric

### Experimente (1937 - 1953)
În anul 1925 Laboratorul de Optică și Acustică al Universitatii din București a reușit în premieră să transmită (pe distanțe scurte) mici desene artistice. În 1928 inginerul George Cristescu pune la punct un sistem mecanic de televiziune, reușind de asemenea să difuzeze imagini la distanță.
La 30 octombrie 1937 are loc prima demonstrație de televiziune din România, în cadru particular. Inginerul Cristian Musceleanu a prezentat publicului românesc un post de televiziune cu disc Nipkow, la Politehnica din București. În luna noiembrie a aceluiași an el face o demonstrație la Ateneul Român, cu ajutorul unei camere de luat vederi cu o rezoluție de 45 de linii, pe lungimea de undă de 80 de metri. Receptorul avea diagonala ecranului de 7 cm iar emițătorul o putere de 200 de wați.
Anul următor firma Philips a adus în România o stație de emisie integral electronică, cu o cameră cu o rezoluție de 405 linii. Receptorul era prevăzut cu un tub catodic. În 1939 firma Telefunken și-a prezentat la București noul său sistem de televiziune prin cablu. Războiul și apoi venirea comuniștilor la putere curmă pentru câțiva ani evoluția televiziunii în România.
În 1953 inginerul Alexandru Spătaru construiește primul emițător de televiziune din România.

### Pionieratul: începuturile transmisiunii (1955 - 1957)
După numeroase teste, la 21 august 1955, la ora 20.00, încep emisiunile experimentale regulate ale Ministerului Poștelor și Telecomunicațiilor, sub sigla „Studioul Experimental de Televiziune - București”. Se transmit filme și cronici de actualități făcute de o echipa condusă de inginerul Alexandru Spătaru. Astfel, de la Poșta Vitan din București pleacă primele imagini grație unui emițător de numai 400 W și a unei instalații de telecinema, construite prin forțe proprii de către inginerii români. Emisiunile se derulau la început doar sâmbăta, ca mai apoi să fie extinse și în cursul săptămânii, concomitent mărindu-se și puterea emițătorului.
La 14 decembrie 1956 e terminat montajul antenei și emițătorului de 15 KW pentru imagine și 7,5 KW pentru sunet (canalul 2 FIF/VHF), pe Casa Scânteii. Regia de emisie este și ea gata. La 31 decembrie, este inaugurată oficial Televiziunea Română, în strada Moliere nr. 2 din cartierul Floreasca.
Oficial, prima emisiune profesionistă de televiziune din România a avut loc în noaptea de 31 decembrie 1956 - 1 ianuarie 1957, fiind transmisă din noul sediu din Floreasca.
Amenajarea studiourilor nu era gata, încăperile nu erau încă tencuite, ferestrele nu erau montate, dar cum trebuia respectat planul cincinal care prevedea ca televiziunea să funcționeze în anul 1956, emisia a fost pornită pentru o noapte.
Transmisia era recepționată pe atunci numai în București, pe câteva sute de televizoare, importate din URSS pentru personalitățile momentului.
Aproape întreg programul era înregistrat pe film de 35 de milimetri. După un reportaj realizat de Alexandru Stark a urmat filmul „O noapte furtunoasă” și salutul lui Petru Groza, pe atunci președintele Marii Adunări Naționale, cu prilejul Anului Nou.
După emisiunea inaugurală, programul televiziunii a fost suspendat pentru două luni, pentru ca să se termine amenajarea studioului de crainic și primele instalații. Până prin octombrie 1957 transmisiunile erau sporadice, întreg programul fiind mai degrabă unul experimental. Tehnicienii nu erau încă familiarizați cu aparatura, defecțiunile fiind destul de dese. De altfel, la vremea aceea nici telespectatorii nu erau prea numeroși.
Întreaga aparatură folosită la început în Televiziunea Română era sovietică. Fusese produsă de Institutul de Inginerie din Leningrad. O echipă rusească a venit la București în august 1956, pentru a participa la montarea echipamentelor și la instruirea personalului tehnic.
Tot echipamentul funcționa cu lămpi electronice. Rușii susțineau, la vremea respectivă, că  tranzistoarele, nou apărute, puteau fi folosite doar la instalațiile militare.
În februarie 1957 este adus din URSS primul car de reportaj al TVR, cu trei camere, instalat pe două autobuze. Este realizată astfel prima transmisiune exterioară în direct, cu ocazia recitalului dat de Yves Montand la Sala Sporturilor din Floreasca. La 5 mai are loc prima transmisie sportivă în direct, cu meciul de rugby Anglia-România. La 1 iunie a fost transmisă prima emisiune pentru copii, de la Teatrul Țăndărică. Începând cu 1 iulie, Televiziunea emite patru zile pe săptămână, iar din octombrie, cinci: luni, marți, joi, sâmbătă și duminică.

### Primii ani de dezvoltare (1958 - 1963)
Câteva momente importante:
- 1958: Principalele evenimente interne și internaționale sunt prezentate într-o emisiune intitulată „Informațiile după-amiezii”, devenită la 20 martie „Jurnalul Televiziunii”. În septembrie sunt transmise toate manifestările din cadrul  Festivalului George Enescu. Brașovul este al doilea oraș acoperit de semnalul TV din București. Crearea unui laborator de developare film de 16 mm creează condițiile producției de actualități televizate.
- 1959: În martie debutează „Emisiunea pentru Sate” - actuala „Viața satului”, cea mai longevivă emisiune de la TVR. Iașiul devine al treilea oraș deservit cu semnal TV. La 3 mai se achiziționează prima mașină de copiat peliculă negativ-pozitiv. La 23 mai are loc prima transmisie a unei piese de teatru.
- 1960: Se achiziționează un al doilea car de reportaj;  la 24 martie apare emisiunea „Actualitatea internațională”.
- 1961: Programele TVR sunt difuzate șase zile din șapte și au o durată de circa 3 - 4 ore, cu excepția duminicii când durata e dublă, existând și un program matinal. Se înființează primul studio de sincronizare și montaj, ceea ce duce la diversificarea producției proprii (documentare, divertisment). Emisiunile filmate sunt însă arhivate și depozitate la întâmplare, în diferite încăperi, în condiții improprii de păstrare.
- 1962: Se achiziționează încă două care de reportaj. Este inaugurată la Topolog, în Munții Măcinului, o puternică stație de 10 KW pentru Dobrogea, pe canalul 11.
- 1963: Televiziunea este conectată la rețeaua Euroviziunii și Interviziunii. Încep astfel schimburile de programe. Pe dealul Feleacului la Cluj este instalată o stație TV de 4 KW pe canalul 11.
- 1964: Oradea se dotează și ea cu un puternic emițător de 10 KW pe canalul 3.

### "Dezghețul" relativ (1964 - 1970)
Între anii 1964 - 1970 se desfășoară o perioadă de relativă libertate editorială.
Televiziunea a funcționat în Floreasca până în anul 1968, când s-a mutat în actualul sediu din Calea Dorobanților.
Un al doilea canal a apărut în 1968, care va transmite până în 1985.
Momente-cheie:
- 1965: Televiziunea acoperă 40 % din teritoriu și are 500 de mii de abonați. Apare Teleenciclopedia, cea mai longevivă emisiune culturală a TVR, prima ediție fiind difuzată la 22 mai, la ora 20. Emițătorul rusesc de pe Casa Scânteii trece în rezervă și este înlocuit cu unul modern, elvețian.
- 1966: Începând de la 6 februarie, „Jurnalul” Televiziunii se redenumește „Telejurnal” și e transmis într-o ediție de seară și una de noapte. Începând cu 1 iulie, emisiunile, difuzate de șase ori pe săptămână, încep la ora 18.00 și se termină spre orele 23.00 - 23:30. Duminica se difuzează, în plus, un program matinal.
- 1967: Miercuri 8 noiembrie este difuzat primul film sub genericul „Telecinemateca”. La finele acestui an se pun în funcțiune puternicele emițătoare de pe Coștila, pe canalul 6, și de pe vârful Cerbu, pentru Oltenia, pe canalul 8. Ambele au o putere de câte 20 KW. La 1 mai 2018 acestea își încheie misiunea de peste 50 de ani de foc continuu, lăsând loc televiziunii digitale terestre.

Sediul TVR

- 1968: Televiziunea se mută în noul centru din Calea Dorobanților. Construit de arhitectul Tiberiu Ricci, era unul dintre cele mai moderne din Europa la acea vreme: trei studiouri mari (unul de 790 și două de 550 m2), un studio mediu pentru știri (110 m2), două studiouri mici pentru crainici (de 40 m2 fiecare) și un studio muzical (175 m2). Este făcută prima înregistrare video pe bandă magnetică de doi țoli. Apar primele lecții de limbi străine. Din 29 aprilie se emite și lunea. Se inaugurează, la 2 mai, Programul 2, pe fosta stație a Programului 1 - canalul 2 FIF/VHF. La început acesta emitea doar o zi pe săptămână, joia, pentru ca de la 16 iunie, să difuzeze și duminica, iar de la 20 iulie, și sâmbăta. Teste de televiziune în culori. România încearcă să adapteze unul dintre standardele deja existente. Lipsa de bani face însă ca proiectul să fie pus în așteptare.
- 1968: Televiziunea organizează festivalul „Cerbul de Aur”. Acesta e întrerupt după ediția din 1971 și revine abia în 1992.
- 1969: Se lansează, în noiembrie, emisiunile în limba maghiară (2 ore și 30 min. săptămânal) și în limba germană (1 ora și 45 de min. săptămânal).
- 1970: La 25 mai, la ora 19.20, se difuzează prima emisiune pentru cei mici: „1001 de seri”.

### Ceaușescu începe schimbarea direcțiiei (1971 - 1977)
După vizita sa din 1971 în Coreea de Nord, Ceaușescu începe o politică megalomană si autonomistă, dublată de introducerea progresivă a unui cult al personalității închinat lui.
Momente memorabile:
- 1971: La 26 decembrie intră în funcțiune emițătorul de pe canalul 4, pentru zona București, cel care a difuzat, aproape 35 de ani, programul 1 de televiziune.
- 1972: Programul 2 ajunge să transmită zilnic; aria de acoperire era, însă, de numai 15 - 20 % din teritoriu. Se amenajează, la Cluj și Timișoara, primele studiouri teritoriale, dotate cu câte un car de reportaj.
- 1973: Programele 1 și 2 ajung la un volum de emisie de peste 100 de ore săptămânal.
- 1975: E testată cu succes emisia color PAL/SECAM prin emițătoarele de la Casa Scânteii. Se concepe imediat un plan de trecere la televiziunea color. Erau prevăzute două noi studiouri de 450 mp fiecare, un studio pentru știri de 180 mp și două regii de emisie independente, pentru a da posibilitatea colorizării celorlalte studiouri și regii. Cererea e respinsă, însă, de puterea politică.

### Perioada constrângerilor bugetare (1978 - 1981)
După  cutremurul catastrofal din 1977 începe o perioadă de constrângeri bugetare.
Momente și evoluții importante:
- 1978: La finele acestui an se simt primele efecte ale politicii „economiei de energie”: programele televiziunii se reduc în medie cu o oră și jumătate pe săptămână.
- 1979: TVR se dotează prin forțe proprii cu un prim car mobil color, după care urmează alte 6 din import. Se începe astfel producția de programe color. Emisia continuă, însă, să fie alb/negru.
- 1980: Controlul Tehnic General și regia de Euroviziune sunt colorizate. Producția cu carele mobile se face majoritar color.
- 1981: Pe 19 iulie, e făcută prima transmisiune color pentru străinătate cu ocazia  Universiadei de la București. Cultul personalității dictatorilor e prezent din ce în ce mai mult pe micile ecrane.

### Perioada neagră (1982 - 1989)
Politica economică și culturală ceaușistă a dus în anii '80 la o limitare extremă atât a mijloacelor aflate la îndemâna Televiziunii (tehnică, foduri), cât și a libertății editoriale (control ideologic, cenzură).
Din 1985, programul TVR a fost limitat la doar 2 ore pe zi, emisiunile fiind în cea mai mare parte dedicate cultului personalității lui Nicolae și Elenei Ceaușescu. Ulterior programul a fost lungit cu o oră.
Al doilea canal, apărut în 1968, este suspendat în 1985, revenind pe emisie abia după căderea regimului comunist.
Momente-cheie:
- 1982: Începând cu 1 februarie, se fac simțite primele efecte ale "economiei de energie": de luni până sâmbătă emisia se întrerupe de la ora 18 la ora 20. Urmează și alte amputări ale programului, timp de trei ani. Au loc numeroase transmisiuni color neanunțate. Se face colorizarea studiourilor de emisie și actualități. TVR optează tacit pentru sistemul PAL. Este dezafectat primul emițător rusesc al televiziunii, aflat în rezervă pe Casa Scânteii.
- 1983: La 23 august, e făcută oficial prima transmisiune color internă din Piața Aviatorilor. Din 27 noiembrie durata programului se diminuează drastic. Programul 2 nu mai emite decât două zile pe săptămână iar Programului 1 îi sunt amputate emisiunile de prânz și jumătate din cele de după amiază. E pusă în discuție chiar eliminarea totală a emisiei zilei de luni. Se renunță însă in extremis la această idee.[5]
- 1985: În 20 ianuarie, Programul 2 își întrerupea emisia în totalitate, iar Programul 1 avea să-și continue transmisiunile doar două ore, de luni până vineri între orele 20.00 și 22.00. Pe 1 noiembrie 1988, se mai adaugă o oră.
- 1988: S-au achiziționat primele camcordere Betacam SP.

### Decembrie 1989; FSN și minerii (1990)

Placă comemorativă amintind de evenimentele din 1989

Decembrie 1989 a fost un punct important în istoria neagră a TVR. Evenimentele au fost transmise în direct. Demonstranții au ocupat clădirea TVR la miezul zilei de 22 decembrie și au anunțat fuga lui Ceaușescu. TVR și-a schimbat imediat numele în „Televiziunea Română Liberă” (TVRL). Instituția a căzut însă în mâna unor „manipulatori profesioniști” care, în mod deliberat, au creat panică, difuzând informații false, ce au dus la moartea a sute de persoane nevinovate.
"Telejurnalul" își schimbă numele în "Actualități".
După aceasta, instituția a rămas un instrument de propagandă în mâinile nou-născutului Front al Salvării Naționale (FSN), format în principal din comuniști reformați. FSN a folosit TVRL, pe departe cea mai penetrantă sursă de informații de la acel moment în România, pentru a discredita protestatarii care cereau un guvern fără comuniști, denumindu-i „fasciști”. Protestul societății civile a culminat prin evenimentele din iunie 1990 din centrul municipiului București, înăbușite de minerii din Valea Jiului, chemați de președintele Ion Iliescu.
După încheierea protestelor, Iliescu a apărut la televizor împreună cu minerii pe care îi felicita pentru „restaurarea legii și ordinii”. La scurt timp după protestele societății civile, TVRL a renunțat la adjectivul „Liberă” în numele său și a revenit la vechea denumire, TVR.

### 1990 - prezent: o cronologie

Siglele canalelor TVR

- 1990: Pe 3 ianuarie, TVR Cluj își începe emisia, independent de studiourile centrale din București. Pe 19 februarie, Programul 2 își reia emisia din studioul 6, color, între orele 18:00 - 22:00. În luna octombrie, TVR 1 începe să emită la Chișinău.
- 1991: Pe 3 noiembrie, începe să emită TVR Iași.
- 1992: Pe 1 februarie, TVR 1 începe să emită pe întreg teritoriul Basarabiei.
- 1993: A fost introdus, pe TVR 1, Teletextul, sistem B.
- 1994: La 17 octombrie, începe să emită TVR Timișoara
- 1995: Au fost achiziționate primul car de reportaj digital și primul sistem de postproducție digitală. La 1 decembrie, își începe emisia TVR Internațional
- 1996: Emisiunea de "Actualități" devine "Jurnalul TVR"
- 1997: E dat în exploatare primul studio de producție digitală
- 1998: Pe 1 decembrie, intră în emisie TVR Craiova. Este lansat primul site de internet al TVR, la adresa www.tvr.ro.
- 2001: TVR 2 este primul care trece la emisia 24/24. Urmează TVR 1 și TVR Internațional. TVR 1 este redenumită România 1 (până în anul 2004, când revine la vechea titulatură).
- 2002: Pe 26 aprilie, a fost lansat canalul TVR Cultural. Toate canalele TVR sunt difuzate prin satelit.
- 2003: A fost inaugurat Studioul Pangratti, cu o suprafață de cca 2200 m² platouri și 4000 m² birouri, "turnul" redacțional, cu 13 etaje, având nevoie de renovări.
- 2006: Se dau în folosință studiourile din Centrul de Știri și Sport – fostul Corp Film. "Jurnalul TVR" părăsește studioul 4 al "Telejurnalului", mutându-se in studioul 11, de 160 m2. Mai exista studioul 12, de 65 m2, pentru publicistică și, la etaj, studioul 10, de 75 m2, destinat TVR Info.
- 2007: În ianuarie, canalele regionale ale TVR obțin licență individuală de emisie prin satelit. Ia ființă noul canal TVR București pentru regiunea Muntenia, pe infrastructura TVR 2. Autoritățile comuniste de la Chișinău anulează dreptul TVR de a emite în Republica Moldova.
- 2008: În aprilie, TVR începe o serie de teste pe satelit, în vederea difuzării emisiunilor de înaltă definiție (HD). Câteva luni mai târziu, încep emisiunile terestre în București și Sibiu. La 6 mai, s-a deschis la Târgu Mureș încă un studio regional al TVR. Este pusă în funcțiune noua regie multicanal de pe care sunt difuzate acum toate canalele TVR. Vechile studiouri 5 și 6 revin astfel exclusiv producției. Pe 10 octombrie, și-a început emisia TVR 3, un canal de satelit realizat integral de studiourile regionale ale televiziunii publice. Pe 31 decembrie, este lansat, efemer, canalul de informație "TVR Info". Ulterior, formatul programului este schimbat într-unul de știri, intrând, astfel, în concurență cu canalele particulare din domeniu, mult contestate din punct de vedere deontologic și în materie de obiectivitate.
- 2009: Sperând să câștige audiență, în 29 martie, programul informativ "Jurnalul TVR" redevine "Telejurnal". Denumirea este, apoi, abandonată, însă, ulterior, readoptată. Managementul catastrofal al Televiziunii Publice face ca aceasta să-și piardă dramatic audiența, pe toate canalele. Pierderile financiare se acumulează vertiginos. Numeroase voci cer reducerea numărului canalelor TVR.
- 2011: În septembrie, carul de reportaj 6 este transformat, cu forțe proprii, în car HD, capabil să transmită în direct și să înregistreze programe cu ajutorul a 10 - 15 camere video.
- 2012: În mai, TVR își reface site-ul de internet și lansează platforma TVR+, un portal de tip replay / aplicație pentru a urmări live programele TVR și cele mai importante emisiuni și înregistrări din arhiva TVR. Pierderile financiare uriașe fac primele victime: TVR Info își încetează emisia pe 15 august. Ulterior e redeschis sub sigla TVR News (difuzând în principal preluări de pe Euronews). TVR Cultural este sacrificat și el fără prea multe justificari pe 15 septembrie, o parte din programe fiind preluate de TVR 2. Urmează importante concedieri.
- 2014: Carul mobil 8 este și el transformat în car HD. Împreună cu celelalte facilități de producție recent modernizate acesta contribuie la mărirea volumului de emisiuni de înaltă definiție în format 16/9.
- 2016: La finele anului două premiere inedite în istoria de 60 de ani a TVR: emisia digitală terestră pe întreg teritoriul României și Republicii Moldova dar și iminenta suprimare a taxei publice din care era finanțată instituția încă de la începuturi.
- 2018: La 1 mai își încetează emisia și ultimele relee de mare putere în FIF/VHF (foarte înaltă frecvență) prin care încă se mai difuza analogic TVR 1.
- 2019: Din 3 noiembrie canalele TVR 1 și TVR 2 au trecut la emisia HD pe terestru, pe cablu, pe satelit și online, iar TVR 3 a început emisia HD în teste, doar online. TVR HD și-a încheiat emisia după 11 ani.[2] Știrile sunt emise acum din vechiul studio 2, modernizat.
- 2022: Pe 9 februarie s-a hotărât relansarea posturilor TVR Cultural și TVR Info care au fost închise din motive financiare.[6] Pe data de 22 iunie, a fost relansat canalul de știri al Televiziunii Române TVR Info. Pe data de 1 decembrie, a fost relansat canalul cultural al Televiziunii Române TVR Cultural.[7]
- 2023: Pe data de 16 februarie, Consiliul de Administrație al SRTv a decis înființarea canalelor TVR Sport și TVR Folclor.[8] Pe data de 27 noiembrie, a fost lansat canalul dedicat tradițiilor și patrimoniului național TVR Folclor.
- 2024: Pe data de 30 martie, a fost lansat canalul dedicat sportului TVR Sport.

### Frecvențe
| European Broadcasting Conference, Stockholm 1952 | European Broadcasting Conference, Stockholm 1952 | European Broadcasting Conference, Stockholm 1952 | European Broadcasting Conference, Stockholm 1952                     | European Broadcasting Conference, Stockholm 1952 |
| localitate                                       | frecvență, MHz                                   | putere, kW                                       | canale                                                               |                                                  |
| ------------------------------------------------ | ------------------------------------------------ | ------------------------------------------------ | -------------------------------------------------------------------- | ------------------------------------------------ |
| localitate                                       | imagine și sunet                                 | imagine și sunet                                 | canale                                                               |                                                  |
| Roman                                            | 41,75/48,25                                      | 100/50                                           | original OIRT I. (frecvențele joase au fost marcate cu cifre romane) |                                                  |
| Cluj                                             | 49,75/56,25                                      | 100/50                                           | original OIRT II.                                                    |                                                  |
| București                                        | 59,25/65,75                                      | 100/50                                           | original OIRT III.                                                   |                                                  |
| București                                        | 185,25/191,75                                    | 100/50                                           | original OIRT 6                                                      |                                                  |
| Deva                                             | 177,25/183,75                                    | 60/30                                            | original OIRT 7                                                      |                                                  |
| Iași                                             | 177,25/183,75                                    | 10/5                                             | original OIRT 7                                                      |                                                  |
| Baia Sprie                                       | 185,25/191,75                                    | 30/15                                            | original OIRT 6                                                      |                                                  |
| București                                        | 185,25/191,75                                    | 100/50                                           | original OIRT 6                                                      |                                                  |
| Roman                                            | 193,25/199,75                                    | 100/50                                           | original OIRT 7                                                      |                                                  |
| Târgu Jiu                                        | 193,25/199,75                                    | 30/15                                            | original OIRT 7                                                      |                                                  |
| Timișoara                                        | 201,25/207,75                                    | 30/15                                            | original OIRT 8                                                      |                                                  |
| Orașul Stalin                                    | 209,25/215,75                                    | 100/50                                           | original OIRT 9                                                      |                                                  |
| Geneva 1960                                      |                                                  |                                                  |                                                                      |                                                  |
| Bacău                                            | 49,75/56,25                                      | 150/50                                           | OIRT 1                                                               |                                                  |
| București                                        | 59,25/65,25                                      | 100/50                                           | OIRT 2                                                               |                                                  |
| Oradea                                           | 77,25/83,75                                      | 120/30                                           | OIRT 3                                                               |                                                  |
| Turnu Severin                                    | 77,25/83,75                                      | 15/3,75                                          | OIRT 3                                                               |                                                  |
| Petroșani                                        | 85,25/91,85                                      | 12/3                                             | OIRT 4                                                               |                                                  |
| Suceava                                          | 85,25/91,85                                      | 100/25                                           | OIRT 4                                                               |                                                  |
| Gheorgheni                                       | 93,25/99,75                                      | 50/15                                            | OIRT 5                                                               |                                                  |
| Ploiești                                         | 175,25/181,75                                    | 150/30                                           | OIRT 6                                                               |                                                  |
| Sibiu                                            | 183,25/189,75                                    | 50/10                                            | OIRT 7                                                               |                                                  |
| Câmpulung                                        | 191,25/197,75                                    | 15/5                                             | OIRT 8                                                               |                                                  |
| Craiova                                          | 191,25/197,75                                    | 150/30                                           | OIRT 8                                                               |                                                  |
| Iași                                             | 199,25/205,75                                    | 15/5                                             | OIRT 9                                                               |                                                  |
| Timișoara                                        | 199,25/205,75                                    | 50/15                                            | OIRT 9                                                               |                                                  |
| Baia Mare                                        | 207,25/213,75                                    | 15/5                                             | OIRT 10                                                              |                                                  |
| Constanța                                        | 207,25/213,75                                    | 50/15                                            | OIRT 10                                                              |                                                  |
| Cluj                                             | 215,25/221,75                                    | 15/5                                             | OIRT 11                                                              |                                                  |
| Deva                                             | 223,25/229,75                                    | 20/7                                             | OIRT 12                                                              |                                                  |
| Focșani                                          | 223,25/229,75                                    | 20/7                                             | OIRT 12                                                              |                                                  |
| Stockholm 1961                                   |                                                  |                                                  |                                                                      |                                                  |
| Bistrița                                         |                                                  | 300                                              | 21                                                                   |                                                  |
| Calafat                                          |                                                  | 100                                              | 21                                                                   |                                                  |
| Timișoara                                        |                                                  | 600                                              | 21                                                                   |                                                  |
| Hârlău                                           |                                                  | 100                                              | 22                                                                   |                                                  |
| Ploiești                                         |                                                  | 600                                              | 22                                                                   |                                                  |
| Călărași                                         |                                                  | 300                                              | 23                                                                   |                                                  |
| Cluj                                             |                                                  | 300                                              | 23                                                                   |                                                  |
| Focșani                                          |                                                  | 300                                              | 23                                                                   |                                                  |
| Câmpulung                                        |                                                  | 300                                              | 24                                                                   |                                                  |
| Babadag (Dobrogea)                               |                                                  | 600                                              | 24                                                                   |                                                  |
| Novaci (Gorj)                                    |                                                  | 100                                              | 24                                                                   |                                                  |
| Huedin                                           |                                                  | 100                                              | 25                                                                   |                                                  |
| Roșiori (Teleorman)                              |                                                  | 100                                              | 25                                                                   |                                                  |
| Toplița                                          |                                                  | 100                                              | 25                                                                   |                                                  |
| Târgu Mureș                                      |                                                  | 300                                              | 26                                                                   |                                                  |
| Galați                                           |                                                  | 300                                              | 26                                                                   |                                                  |
| Abrud                                            |                                                  | 100                                              | 28                                                                   |                                                  |
| Buzău                                            |                                                  | 300                                              | 28                                                                   |                                                  |
| Constanța                                        |                                                  | 300                                              | 30                                                                   |                                                  |
| Oaș                                              |                                                  | 100                                              | 30                                                                   |                                                  |
| Vascau                                           |                                                  | 300                                              | 30                                                                   |                                                  |
| București                                        |                                                  | 600                                              | 34                                                                   |                                                  |
| Iași                                             |                                                  | 300                                              | 34                                                                   |                                                  |
| Moldova Noua                                     |                                                  | 100                                              | 34                                                                   |                                                  |
| Argeș                                            |                                                  | 100                                              | 36                                                                   |                                                  |
| Reșița                                           |                                                  | 300                                              | 36                                                                   |                                                  |
| Slobozia (Ialomița)                              |                                                  | 100                                              | 36                                                                   |                                                  |
| Suceava                                          |                                                  | 600                                              | 36                                                                   |                                                  |
| Bacău                                            |                                                  | 600                                              | 37                                                                   |                                                  |
| Baia Mare                                        |                                                  | 600                                              | 37                                                                   |                                                  |
| Giurgiu                                          |                                                  | 100                                              | 37                                                                   |                                                  |
| Tulcea                                           |                                                  | 100                                              | 37                                                                   |                                                  |
| Bârlad                                           |                                                  | 300                                              | 38                                                                   |                                                  |
| Sibiu                                            |                                                  | 600                                              | 38                                                                   |                                                  |
| Piatra Neamț                                     |                                                  | 100                                              | 39                                                                   |                                                  |
| Craiova                                          |                                                  | 600                                              | 39                                                                   |                                                  |
| Zalău                                            |                                                  | 100                                              | 39                                                                   |                                                  |
| Cluj                                             |                                                  | 300                                              | 40                                                                   |                                                  |
| Focșani                                          |                                                  | 300                                              | 40                                                                   |                                                  |
| Turnu Severin                                    |                                                  | 300                                              | 40                                                                   |                                                  |
| Huedin                                           |                                                  | 100                                              | 42                                                                   |                                                  |
| Roșiori (Teleorman)                              |                                                  | 100                                              | 42                                                                   |                                                  |
| Toplița                                          |                                                  | 100                                              | 42                                                                   |                                                  |
| Galați                                           |                                                  | 300                                              | 43                                                                   |                                                  |
| Târgu Mureș                                      |                                                  | 300                                              | 43                                                                   |                                                  |
| Craiova                                          |                                                  | 600                                              | 44                                                                   |                                                  |
| Moldova Noua                                     |                                                  | 100                                              | 44                                                                   |                                                  |
| Oradea                                           |                                                  | 600                                              | 44                                                                   |                                                  |
| Vișea                                            |                                                  | 300                                              | 44                                                                   |                                                  |
| Abrud                                            |                                                  | 100                                              | 45                                                                   |                                                  |
| Buzău                                            |                                                  | 300                                              | 45                                                                   |                                                  |
| Calarași                                         |                                                  | 300                                              | 46                                                                   |                                                  |
| Petroșani                                        |                                                  | 600                                              | 46                                                                   |                                                  |
| Calafat                                          |                                                  | 100                                              | 47                                                                   |                                                  |
| Constanța                                        |                                                  | 300                                              | 47                                                                   |                                                  |
| Deva                                             |                                                  | 300                                              | 47                                                                   |                                                  |
| Oaș                                              |                                                  | 100                                              | 47                                                                   |                                                  |
| Bălcești (Vâlcea)                                |                                                  | 100                                              | 50                                                                   |                                                  |
| Făget                                            |                                                  | 100                                              | 50                                                                   |                                                  |
| Ploiești                                         |                                                  | 600                                              | 51                                                                   |                                                  |
| Iași                                             |                                                  | 300                                              | 51                                                                   |                                                  |
| Turnu Severin                                    |                                                  | 300                                              | 51                                                                   |                                                  |
| Lipova                                           |                                                  | 100                                              | 52                                                                   |                                                  |
| Năsăud                                           |                                                  | 100                                              | 52                                                                   |                                                  |
| Turnu Măgurele                                   |                                                  | 100                                              | 52                                                                   |                                                  |
| Vaslui                                           |                                                  | 100                                              | 52                                                                   |                                                  |
| Argeș                                            |                                                  | 100                                              | 53                                                                   |                                                  |
| Slobozia (Ialomița)                              |                                                  | 100                                              | 53                                                                   |                                                  |
| Suceava                                          |                                                  | 600                                              | 53                                                                   |                                                  |
| Timișoara                                        |                                                  | 600                                              | 53                                                                   |                                                  |
| Bacău                                            |                                                  | 600                                              | 54                                                                   |                                                  |
| Baia Mare                                        |                                                  | 600                                              | 54                                                                   |                                                  |
| Giurgiu                                          |                                                  | 100                                              | 54                                                                   |                                                  |
| Tulcea                                           |                                                  | 100                                              | 54                                                                   |                                                  |
| Piatra Neamț                                     |                                                  | 100                                              | 56                                                                   |                                                  |
| Râmnicu Vâlcea                                   |                                                  | 100                                              | 56                                                                   |                                                  |
| Zalău                                            |                                                  | 100                                              | 56                                                                   |                                                  |
| Cluj                                             |                                                  | 300                                              | 57                                                                   |                                                  |
| Focșani                                          |                                                  | 300                                              | 57                                                                   |                                                  |
| Hârlău                                           |                                                  | 100                                              | 58                                                                   |                                                  |
| Babadag (Dobrogea)                               |                                                  | 600                                              | 58                                                                   |                                                  |
| Novaci (Gorj)                                    |                                                  | 100                                              | 58                                                                   |                                                  |
| Reșița                                           |                                                  | 300                                              | 58                                                                   |                                                  |
| Bistrița                                         |                                                  | 300                                              | 59                                                                   |                                                  |
| București                                        |                                                  | 600                                              | 59                                                                   |                                                  |
| Vașcău                                           |                                                  | 300                                              | 59                                                                   |                                                  |
| Galați                                           |                                                  | 300                                              | 60                                                                   |                                                  |
| Târgu Mureș                                      |                                                  | 300                                              | 60                                                                   |                                                  |

### Președinții Comitetului de Stat pentru Radio și Televiziune
- Radu Vasiliu (31 decembrie 1956 - martie 1958)
- Ion Pas (martie 1958 - ianuarie 1965)

### Președinții Radioteleviziunii Române
- Octavian Paler (ianuarie 1965 - 1970)
- Teodor Marinescu
- Mihail Bujor Sion (19 februarie 1971 - 24 aprilie 1973)
- Gheorghe Nastase (24 aprilie 1973 - 21 octombrie 1974)
- Vasile Mușat (4 februarie 1977 - 28 martie 1978)
- Valeriu Pop (3 iulie 1978 - 29 octombrie 1979)
- Alexandru Ionescu (29 octombrie 1979 - 19 noiembrie 1981)
- Ilie Rădulescu (19 noiembrie 1981 - 17 aprilie 1984)
- Petre Constantin (17 aprilie 1984 - 28 decembrie 1989)[12][13]

### Președinții Radioteleviziunii Române după 1989
- Aurel Dragoș Munteanu (28 decembrie 1989 – 9 februarie 1990)
- Răzvan Theodorescu (9 februarie 1990 – 9 iulie 1992)
- Eugen Preda (9 iulie 1992 - 27 ianuarie 1993)

### Directorii Televiziunii Române
- Paul Everac (27 ianuarie 1993 – 11 ianuarie 1994)
- Titus Popa (11 ianuarie 1994 -16 decembrie 1996)
- Stere Gulea (16 decembrie 1996 - 9 iulie 1998)
- Bogdan Postelnicu (9 iulie - 14 octombrie 1998)
- Cristian-Valeriu Hadji-Culea (14 octombrie 1998 - 9 iulie 2002)
- Valentin Nicolau (9 iulie 2002 - 27 iunie 2005)
- Tudor Giurgiu (27 iunie 2005 - 3 iunie 2007)
- Alexandru Sassu (3 iunie 2007 - 29 iunie 2010)
- Alexandru Lăzescu (29 iunie 2010 - 12 iunie 2012)[14]
- Radu Călin Cristea (12 iunie - 3 iulie 2012)[14]
- Claudiu Săftoiu (3 iulie 2012 - 10 decembrie 2013)
- Stelian Tănase (20 decembrie 2013 - 23 septembrie 2015)
- Irina Radu (23 septembrie 2015 - 27 septembrie 2017)
- Doina Gradea (27 septembrie 2017 - 11 mai 2021)
- Ramona Săseanu (11 mai - 15 noiembrie 2021)
- Dan Turturică (15 noiembrie 2021 - prezent)

## Canalele TVR

### Canale naționale
| Nume         | Siglă | Descriere | Data de lansare                  | HD            |
| ------------ | ----- | --- | -------------------------------- | ------------- |
| TVR 1        |       | Este principalul canal al televiziunii publice, cu un conținut generalist. Programele sale, adresate tuturor segmentelor de public, diferă de oferta posturilor comerciale din România prin valența extinsă de educatie și de formare. | 31 decembrie 1956                | ✓             |
| TVR 2        |       | Este un canal generalist, cu producții pentru întreaga familie, care răspund tuturor preferințelor telespectatorilor, indiferent de vârstă și nivel de educație. TVR2 difuzează filme, artistice sau de artă, seriale și divertisment de calitate, completând oferta canalului TVR1 . | 2 mai 1968 19 februarie 1990     | ✓             |
| TVR 3        |       | Este primul post național de televiziune dedicat comunităților locale și are ca element definitoriu problematica regională. Prin TVR3, multe dintre producțiile Studiourilor Teritoriale ale SRTV pot fi vizionate la nivel național. | 10 octombrie 2008                | (doar online) |
| TVR Cultural |       | Este singurul post exclusiv cultural din România, al cărui slogan este ,,Să știm, să fim”, accentuează misiunea publică a SRTV, aceea de a investi în formarea pilonilor culturali ai societății, de a educa în spiritual gândirii libere, inovatoare și creative. | 26 aprilie 2002 1 decembrie 2022 | ✓             |
| TVR Info     |       | Este canalul de știri al TVR, oferind românilor știri de încredere. Principalele evenimente interne și internaționale, dezbateri, teme de actualitate, precum și emisiuni care fac parte din grila unui canal de nișă. | 31 decembrie 2008 22 iunie 2022  | ✓             |
| TVR Folclor  |       | Este postul TVR care oferă telespectatorilor programe folclorice dedicate culturii populare românești și culturii populare a minorităților naționale, magazin agrar, emisiuni de tip informativ rural, dar și concerte și festivaluri de folclor, conținut de divertisment cu tematică folclorică, emisiuni care explorează tradițiile, obiceiurile și influențele culturale ale diferitelor regiuni.                                                                                          | 27 noiembrie 2023                | ✓             |
| TVR Sport    |       | Este canalul TVR care promovează, la nivel național, educația pentru o dezvoltare sănătoasă și armonioasă, susținerea sportului și a sportivilor români. De asemenea, oferă publicului competiții din domenii sportive care nu-și găsesc locul pe piața de televiziune din România. Pe lângă aceste competiții, postul mai difuzează și o serie de programe în exclusivitate, cu imagini din arhiva de aur a Televiziunii, știri, emisiuni-portret, interviuri și dezbateri pe teme specifice. | 30 martie 2024                   | ✓             |

### Canale internaționale
| Nume              | Siglă | Descriere | Data de lansare  | HD |
| ----------------- | ----- | --- | ---------------- | -- |
| TVR Internațional |       | Misiunea TVRi-ului este aceea de a asigura legătura permanentă cu țara de origine a românilor de pretutindeni, de a păstra și promova identitatea și valorile naționale, imaginea României în comunitățile unde trăiesc românii din afara granițelor țării. TVRi-ul este în mijlocul românilor de pretutindeni, fiind partenerul lor, puntea de legătură cu țara în ceea ce privește educația, tradițiile, legislația și evenimentele majore relevante în promovarea imaginii României. | 1 decembrie 1995 | ✓  |
| TVR Moldova       |       | Investiție strategică a României în Republica Moldova, TVR MOLDOVA are misiunea de a asigura legătura permanentă cu românii de dincolo de Prut. TVR MOLDOVA este un canal generalist, difuzează producții locale și programe realizate în coproducție cu celelalte posturi ale SRTv-ului, prin care asigură păstrarea identității și a valorilor istorice pentru românii de dincolo de Prut.                                                                                            | 1 decembrie 2013 | ✓  |

### Canale regionale
| Nume            | Siglă | Descriere | Data de lansare      | HD |
| --------------- | ----- | --- | -------------------- | -- |
| TVR Cluj        |       | TVR Cluj a fost primul studio teritorial al Televiziunii Române, care a început să emită programe proprii din 3 ianuarie 1990. Stația acoperă 11 județe din Transilvania, realizează emisiuni pentru programul regional, zilnic între orele 07.00 – 21.00, precum și producții pentru alte canale ale TVR sau terți contractanți. TVR Cluj realizează emisiuni de știri, social-economice, culturale, de muzică, divertisment actualitate sportivă etc. TVR Cluj este o platformă media multiculturală, multietnică: în structura TVR Cluj funcționează Redacția Minorități Naționale, care produce emisiuni realizate de jurnaliști de etnie maghiară, rromă, ucraineană, germană și evreiască. Emisiunile redacției promovează cultura, tradiția, obiceiurile acestor etnii, fiind realizate în bună parte în limbile minorităților naționale. | 1972 3 ianuarie 1990 | ✗  |
| TVR Craiova     |       | TVR Craiova acoperă editorial zona Olteniei și județele Argeș și Teleorman și contribuie cu producții majore la grilele posturilor TVR 2, TVR 3, TVR CULTURAL și TVR Internațional. Telejurnalul Regional realizat și difuzat la TVR CRAIOVA este unul dintre cele mai importante programe ale postului. Acesta conține informații din județele din aria de acoperire, precum și rubrici și campanii editoriale de interes pentru toate categoriile de public. Studioul TVR CRAIOVA a fost înființat pe 16 mai 1996, însă a început să emită efectiv la 1 decembrie 1998, emisia fiind destinată inițial doar regiunii Oltenia. În prezent, postul are emisie proprie de 24 de ore, cu o grilă complexă de emisiuni din domeniile sănătate, educație, administrație, cultură, artă, agricultură, sport, minorități, divertisment. | 1 decembrie 1998     | ✗  |
| TVR Iași        |       | TVR Iași a început să emită pe 3 noiembrie 1991, în urmă cu 31 de ani. Într-o Europă în care regiunile capătă un rol tot mai important în promovarea și cultivarea identității culturale, TVR IAȘI s-a dovedit a fi o voce importantă, având o implicare constantă în campanii sociale, culturale și educative. Astfel, atât în țară, cât și în străinătate, Studioul TVR IAȘI este cunoscut și recunoscut ca un partener important, de încredere, un real reper pentru mass-media, un inițiator pentru evenimente, colocvii, festivaluri și spectacole de prestigiu, proiecte de valoare care aduc vizibilitate internă și internațională regiunii, care promovează valorile culturii românești și care au întotdeauna în prim plan interesul telespectatorului. În prezent, programele TVR IAȘI sunt transmise în cele opt județe ale Moldovei: Suceava, Botoșani, Neamț, Iași, Vaslui, Bacău, Galați, Vrancea. Studioul are un program zilnic, între orele 7.00 - 22.00, dar contribuie și la grilele principalelor posturi ale TVR cu producții informative, reportaje, documentare, emisiuni magazin cu specific educațional, cultural și de divertisment. În anul 1994, TVR IAȘI a fost gazda primei conferințe CIRCOM Regional (Asociația televiziunilor regionale din Europa) desfășurată într-o țară din Europa de Est, iar în 2012 a organizat prima jurizare CIRCOM Regional în România. De la înființarea sa și până în prezent, TVR IAȘI a obținut peste 140 de premii dintre care ”Marele Premiu pentru Coproducții al Comisiei Europene” și un premiu la categoria „Most Original and Innovative” – CIRCOM. | 3 noiembrie 1991     | ✓  |
| TVR Tîrgu Mureș |       | TVR Tîrgu-Mureș este cel mai tânăr studio regional al Televiziunii Române. Înființat în 2008, TVR TG. MUREȘ se adresează telespectatorilor din centrul Transilvaniei și acoperă Regiunea 7 Centru (județele Mureș, Covasna, Harghita, Alba, Brașov și cca 40% Sibiu). Prin programele produse de TVR TG. MUREȘ furnizează informații ce reflectă viața comunităților din zonă: 50% din emisia proprie este în limba română și 50% în limba maghiară, germană și rromani. În grila de programe sunt incluse emisiuni informative în limba română și maghiară (4 telejurnale: două în limba română și două în maghiară), reportaje, anchete, talk-show-uri, muzică, divertisment, emisiuni sociale, economice, de sănătate, mediu, culturale, toate reflectând istoria și tradițiile din această regiune a Transilvaniei. | 6 mai 2008           | ✗  |
| TVR Timișoara   |       | TVR Timișoara s-a lansat în 17 octombrie 1994 și este Studioul Teritorial al Societății Române de Televiziune din zona de vest a României. Programul, cu un conținut generalist, acoperă județele Timiș, Arad, Caraș-Severin și Hunedoara, cu o populație de aproximativ 2.000.000 de locuitori. TVR TIMIȘOARA emite zilnic pe canalul regional, 24 de ore din 24 și participă activ la viața comunității în calitate de partener media al celor mai importante evenimente culturale, sportive și campanii sociale din regiune. Studioul realizează și difuzează emisiuni atât pentru programul regional, cât și pentru principalele canale ale SRTv. La nivelul Uniunii Europene, TVR TIMIȘOARA este singurul Studio Teritorial care realizează emisiuni în 9 limbi ale minorităților naționale, respectiv maghiară, romani, germană, sârbă, slovacă, ucraineana, bulgară, croată, italiană. De-a lungul anilor, producțiile TVR TIMIȘOARA au fost premiate la festivaluri naționale și internaționale de televiziune. | 17 octombrie 1994    | ✗  |

### Canale închise
| Nume     | Siglă | Descriere | Data de lansare   | Data de închidere | HD |
| -------- | ----- | --- | ----------------- | ----------------- | -- |
| TVR HD   |       | Înființat în anul 2008, TVR HD a fost cel mai nou canal al TVR și a reprezentat răspunsul televiziunii publice la una dintre cele mai importante direcții de evoluție a tehnologiei de televiziune: trecerea de la formatul Standard Definition cu raportul de aspect 4:3 (formatul tradițional al televizoarelor obișnuite, cu tub catodic), la formatul High Definition cu raportul de aspect 16:9 (aparatele cu ecran plat – flat screen - de tip plasmă, LCD, LED ș.a). Sistemul HD asigură o dublare a rezoluției, o calitate superioară a imaginii, o evidențiere de cel puțin cinci ori mai ridicată a detaliilor și sunet surround, iar rezultatul este o experiență vizuală și auditivă de înaltă calitate. Din anul 2017 până în anul 2019 (anul în care a fost închis), canalul a fost orientat către tineret, educație și sport, devenind principalul difuzor de competiții sportive. | 1 iunie 2008      | 3 noiembrie 2019  | ✓  |
| TVR News |       | Canal lansat când s-a închis canalul TVR Info după ce TVR a semnat un contract cu Euronews să retransmită Euronews în fiecare zi, dar și cu simulcast-uri Telejurnal, emisiuni originale, și multe altele | 15 noiembrie 2012 | 1 august 2015     | ✗  |

## Societatea Română de Televiziune în prezent

### Obiect de activitate
Obiectul de activitate al Societății Române de Televiziune, conform legislației din 1999:
- Realizarea programelor de televiziune în limba română, în limbile minorităților naționale sau în alte limbi, cu scop informativ, de divertisment, cultural, educativ.

Vedere din curtea sediului TVR

- Difuzarea programelor prin stații de emisie și linii pentru transmiterea programelor, aflate în proprietate, sau prin închirierea rețelelor de telecomunicații audiovizuale, radioelectrice, inclusiv prin satelit, cablu sau alte mijloace tehnice.
- Organizarea și realizarea, în studiourile proprii sau în colaborare cu alți parteneri interni sau externi, de programe de televiziune, înregistrări pe discuri, pe suport magnetic, filme artistice de televiziune, seriale de televiziune, filme documentar-științifice, necesare programelor proprii și pentru schimb cu organizații similare din țară și din străinătate sau pentru valorificare.
- Desfășurarea activității de impresariat pentru propriile formații artistice, organizarea de concerte, festivaluri și spectacole cu public, precum și concursuri cu formații artistice proprii sau în colaborare cu alți artiști, inclusiv concursuri și jocuri de inteligență sau de noroc, încheierea de contracte cu artiști și impresari români sau străini, pentru emisiunile, concertele și spectacolele pe care le organizează, plătind onorarii și efectuând încasări în condițiile legii.
- Realizarea de activități publicitare prin emisiunile și publicațiile proprii, pentru beneficiari din țară și din străinătate.
- Organizarea activității de documentare în problemele specifice, editarea și transmiterea spre difuzare a programelor, materialelor publicitare și a altor publicații legate de activitatea de televiziune.
- Realizarea de emisiuni în sprijinul procesului de formare a tineretului sub aspect instructiv-educativ, moral-religios și patriotic, în colaborare cu persoane juridice de drept public, persoane juridice de drept privat și persoane fizice.
- Efectuarea activității de cercetare și proiectare, precum și de lucrări specifice tehnicii audio si video, pentru nevoile proprii sau ale altor beneficiari din țară sau din străinătate, urmărirea rezultatelor cercetării științifice și valorificarea acestora în conditiile legii, promovarea progresului tehnic și știintific în activitatea societății.
- Efectuarea direct, în condițiile legii, în domeniul de activitate, de operațiuni de comerț exterior și de plăți în lei si în valută.
- Organizarea coproducțiilor cu parteneri externi în domeniul unor programe radiofonice și de televiziune, și realizarea producției, prelucrării, schimbului, exportului și importului de filme ori programe pentru programele de televiziune.
- Reprezentarea în relațiile cu organismele internaționale de profil la care România este parte, încheierea convențiilor și stabilirea relațiilor de colaborare cu organizațiile de radiodifuziune și de televiziune din alte țări.
- Realizarea și trimiterea în străinătate, în vederea difuzării, potrivit acordurilor încheiate cu organizații similare, a programelor de televiziune și film.
- Organizarea de schimburi de realizatori de emisiuni și de corespondenți cu organizații de televiziune din alte țări, oferind posibilitatea unei informări reciproce directe asupra realităților din România și din țările respective.
- Păstrarea și arhivarea înregistrărilor audiovizuale și a documentelor care prezintă interes pentru patrimoniul național; perioadele de păstrare și condițiile de arhivare și de acces la înregistrările și documentele arhivate se vor stabili prin regulamentul de organizare și funcționare a SRTV, în condițiile legii.
- Elaborarea și transmiterea spre difuzare de programe în limba română și în alte limbi, adresate telespectatorilor din întreaga lume, pentru a promova imaginea României și politica sa internă și externă. În acest scop, în cadrul SRTV funcționează departamente de emisiuni pentru străinătate.
- Orice alte activități stabilite potrivit legii.